# Polyacanthia fonscolombei
Polyacanthia fonscolombei är en skalbaggsart. Polyacanthia fonscolombei ingår i släktet Polyacanthia och familjen långhorningar.

## Underarter
Arten delas in i följande underarter:
- P. f. fonscolombei
- P. f. hebridarum